# Suí 水
《Suí 水》是台灣歌手李竺芯的第二張專輯，於2024年12月30日發行。李竺芯以該專輯入圍了第36屆金曲獎中6項獎項，並獲得最佳台語女歌手獎、最佳台語專輯獎、年度專輯獎。

## 簡介
李竺芯在2023年參與MUSIC MAKER 音樂主理人時產生對新專輯的想法，並與鍾興民合作，在1年後完成該專輯。
該專輯內的歌曲混合了世界各國音樂風格，而李竺芯唱歌時也混雜了他國語言腔調。例如〈足芳足芳〉的旋律類似法國香颂，李竺芯便以「法式台語」唱出。李竺芯稱，他幼時看鐵獅玉玲瓏時受許效舜將法語、台語結合的橋段影響，在製作該專輯時便嘗試將兩種語言結合。
除此之外，〈懸踏仔咬跤〉（台羅：kuân-ta̍h-á kā kha）諧音西班牙语歌曲关塔那梅拉、〈Sakura Gansha〉則加入日本演歌曲調。曾在MUSIC MAKER 音樂主理人中演唱的〈拌拌咧〉混合了非洲Afrobeats。
在專輯中，李竺芯亦探討女性自主、美麗、感情、性等議題，被認為打破了歌曲在性別、語言上的刻板印象。李竺芯認為，台灣是多種語言與文化混合之地，才讓專輯製作時能混雜多元語言。

## 收錄曲目
| 曲序     | 曲目                    |                | 作曲                | 编曲           | 製作人         | 时长  |
| -------- | ----------------------- | -------------- | ------------------- | -------------- | -------------- | ----- |
| 1.       | 阿美蝶                  | 李竺芯         | 台南歐力桑 、李竺芯 | 鍾興民         | 鍾興民         | 4:08  |
| 2.       | 水                      | 李竺芯         | 台南歐力桑 、李竺芯 | 鍾興民         | 鍾興民         | 2:39  |
| 3.       | 足芳足芳                | 李竺芯         | 台南歐力桑 、李竺芯 | 鍾興民         | 鍾興民         | 3:34  |
| 4.       | 拌拌咧                  | 李竺芯         | 台南歐力桑 、李竺芯 | 鍾興民、李竺芯 | 鍾興民         | 3:43  |
| 5.       | 拄拄仔離開              | 李竺芯         | 台南歐力桑 、李竺芯 | 鍾興民、王義中 | 鍾興民         | 3:47  |
| 6.       | Sakura Gansha           | 李竺芯         | 台南歐力桑 、李竺芯 | 鍾興民         | 鍾興民         | 3:16  |
| 7.       | 懸踏仔咬跤              | 李竺芯         | 台南歐力桑 、李竺芯 | 鍾興民         | 鍾興民         | 2:59  |
| 8.       | 荷爾蒙                  | 李竺芯         | 台南歐力桑 、李竺芯 | 鍾興民         | 鍾興民、李竺芯 | 3:04  |
| 9.       | 伍冬拾冬                | 李竺芯、曲全立 | 鍾興民、李竺芯      | 鍾興民         | 鍾興民         | 3:42  |
| 10.      | 台灣查某囝 (誠心推薦版) | 李竺芯         | 台南歐力桑 、李竺芯 | 鍾興民、董運昌 | 鍾興民         | 4:26  |
| 总时长： | 总时长：                | 总时长：       | 总时长：            | 总时长：       | 总时长：       | 35:18 |

## 獎項紀錄

### 金曲獎
| 年份 | 獎項名稱     | 提名獎項         | 提名               | 結果 |
| ---- | ------------ | ---------------- | ------------------ | ---- |
| 2025 | 第36屆金曲獎 | 年度專輯獎       | 《Suí 水》         | 獲獎 |
| 2025 | 第36屆金曲獎 | 最佳台語專輯獎   | 《Suí 水》         | 獲獎 |
| 2025 | 第36屆金曲獎 | 最佳台語女歌手獎 | 李竺芯             | 獲獎 |
| 2025 | 第36屆金曲獎 | 年度歌曲獎       | 〈足芳足芳〉       | 提名 |
| 2025 | 第36屆金曲獎 | 最佳作詞人獎     | 李竺芯〈足芳足芳〉 | 提名 |
| 2025 | 第36屆金曲獎 | 最佳專輯製作人獎 | 鍾興民、李竺芯     | 提名 |